# Hal Willner
Hal Willner, född 6 april 1956 i Philadelphia, Pennsylvania, död 7 april 2020 i sitt hem i Upper West Side på Manhattan i New York, var en amerikansk musikproducent som arbetade med inspelning, filmer, TV och liveevenemang. Han var mest känd för att arbeta med hyllningsalbum och evenemang med ett brett utbud av artister och musikstilar (jazz, klassiskt, rock'n'roll, Tin Pan Alley). Han dog till följd av covid-19.